# 電話投票
電話投票（でんわとうひょう）は、公営競技（中央競馬・地方競馬・競輪・競艇・オートレース）の投票券を、電話回線やパソコン、スマートフォンを使って（「チケットレス」/ペーパーレスで）購入する投票形式、またはそのシステムのことである。その中でも特にインターネット（スマートフォンを含む）を利用しての投票は「インターネット投票」と呼ばれる。1974年に中央競馬で初導入され、現在は中央競馬・地方競馬・競輪・競艇・オートレースの全国各地で開催されている全レースを対象に購入が可能。
20歳未満などの競馬法・自転車競技法・モーターボート競走法・小型自動車競走法によって購入が禁じられている者や、破産者で復権を得ない者などを除く、満年齢20歳以上の者であれば参加が可能である。

## 利用方法
- 事前に定められた応募期間[注 2]に郵送、競走会場に備え付けの申し込み用紙を請求するか、電話・インターネットでの直接申し込みにより加入手続きを済ませる（入会金、年会費は無料）。
- その際金融機関への口座開設手続き準備を進めておくこと。なお取り扱い金融機関によっては「担保方式」「無担保方式」とに分けられることもある。また加入手続きを郵送で行う場合と銀行の窓口に出向いて行う場合とがあるので事前に確認しておくこと。
  - 近年はインターネット専業銀行の口座を使った会員制度が競艇で初めて導入され、2005年6月18日より中央競馬でも「即PAT」の愛称で実施された。現在は競輪（競輪ネットバンクサービス）・オートレース（ネットバンク投票会員）でも導入されている。これは、提携のインターネット専業銀行の口座を持っていれば、会員手続きを行うだけで即日会員となることが出来るほか、一般銀行が休業となる土・日曜・祝日でも口座残高の不足分を出し入れすることが出来るなどの利点がある。なお薄暮競走・ナイター競走が行われる場では、金融機関によってそれに対応していないものがあるため、購入に際しては各競走団体、金融機関の告知で確認する必要がある。

## 投票の方式
電話投票開始時は利用者が電話投票窓口に直接電話をかけ、オペレータとの対話によって購入対象を伝える「CRT方式」と呼ばれる方式がとられていた。この方式では、投票窓口に多くのオペレータが必要となり、競走直前には電話回線が輻輳になり、つながりにくくなる、対話方式のため投票の確認に時間がかかる、通話を録音する必要があるなど、投票会員を多く集めるには制約が多かった。また人件費などのランニングコストが多額になるため、会員は入会の際に担保として（10万円から30万円）を定期預金として預ける必要があった。
現在はCRT方式による投票すでに廃止されていて、ARS方式に移行された。2024年7月1日現在はARS/i-PATの2方式での対応となっている。
また、利用者から申し出があれば、担保方式から無担保方式に移行することも可能となっている。
ARS方式
一般固定電話、公衆電話、特殊簡易公衆電話でプッシュ式の電話機（黒電話などのダイヤル式電話機からは利用不可）、携帯電話、スマートフォン（プッシュ回線、ダイヤル回線からはトーンが信号が使える電話機が必要）を使って音声ガイドの指示に従って投票する。中央競馬はナビダイヤルからIP電話回線への移行により全国12ヵ所の電話投票所を2007年12月末をもって廃止した。ARSは英: Audio Response System（音声応答システム）の略である。
PAT方式
専用端末もしくは専用ソフトを購入して利用する。特に中央競馬で使用される場合が多いが、データ放送については競艇でも実施されている。また中央競馬では利用開始の際、スタッフの抽選で東京、大阪のいずれかの利用する投票所を決定する。PATは英: Personal Access Terminal（個人用アクセス端末）の略である。対応機器・ソフトは全て発売を終了しているほか、2015年7月末をもってサービス自体も終了した。
I-PAT方式
近年開始されたシステムながら、利用者が急増して、現在では主流となりつつあるシステムで、旧来はパソコン通信で、今ではインターネット（パーソナルコンピュータ・スマートフォン・タブレット端末・携帯電話通信）を利用して、どこからでも投票することが可能なシステム（実施については、主催者によって異なるので、利用の際問い合わせること）。

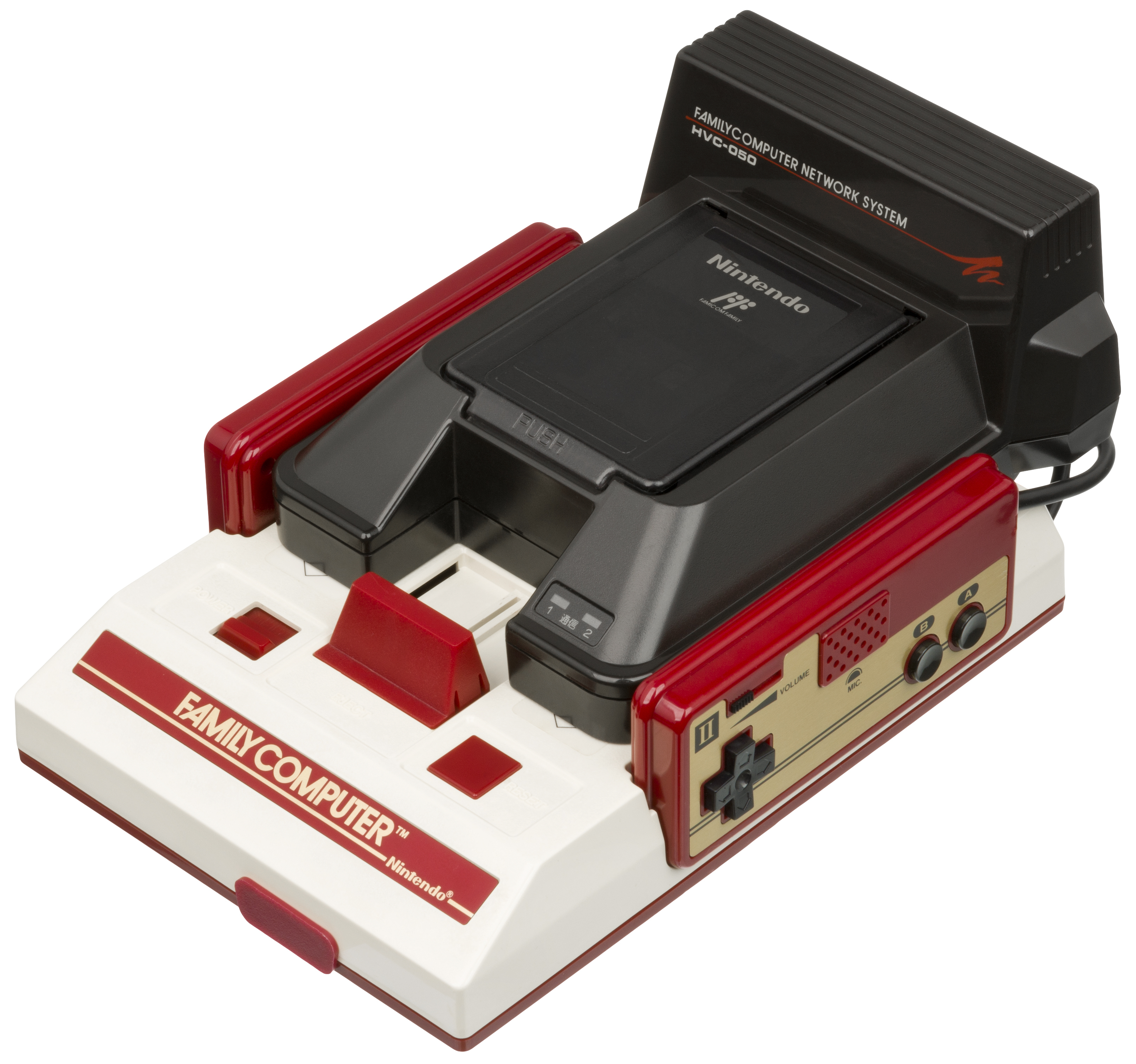
ファミリーコンピュータを利用した端末

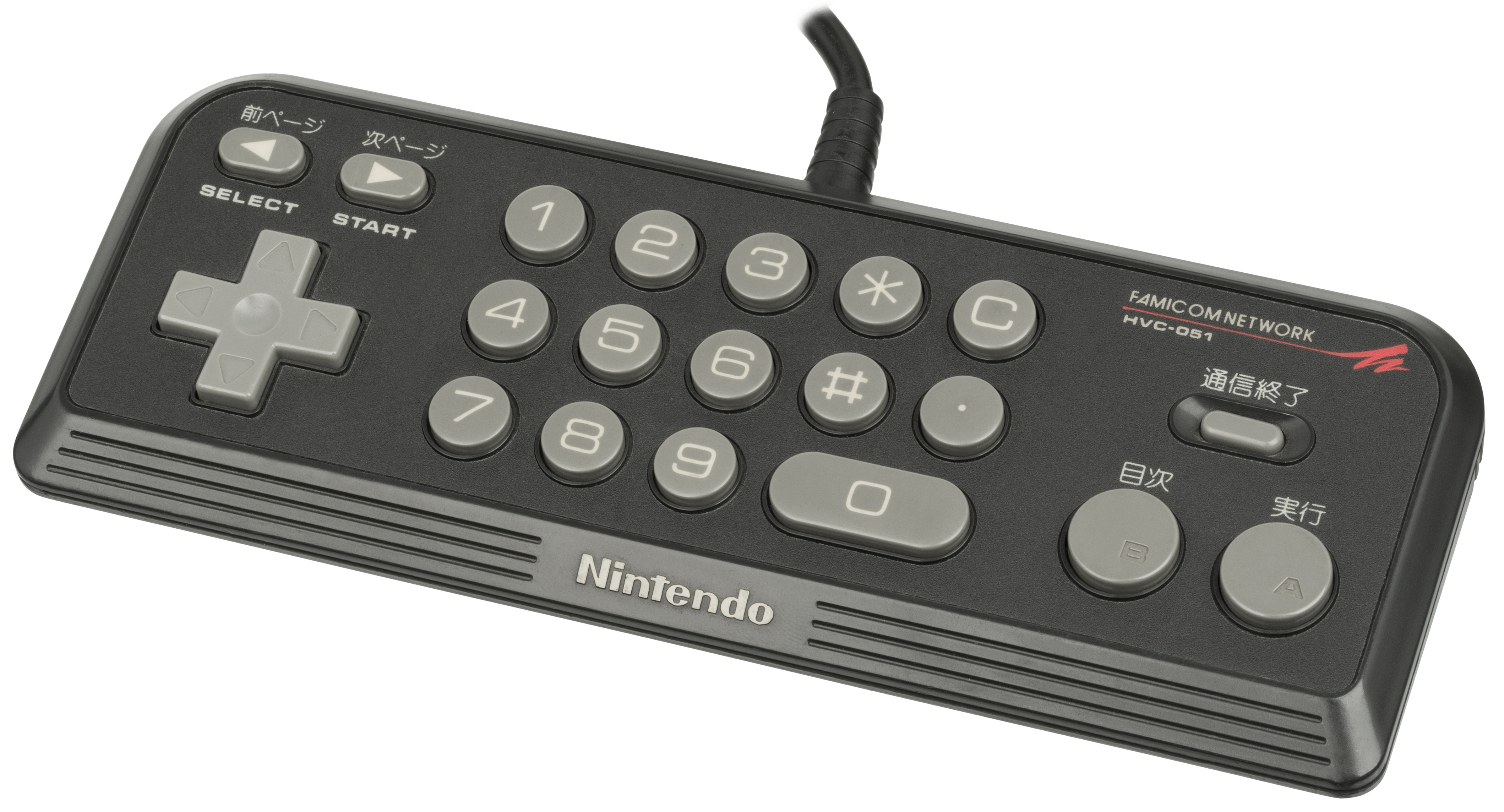
コントローラ

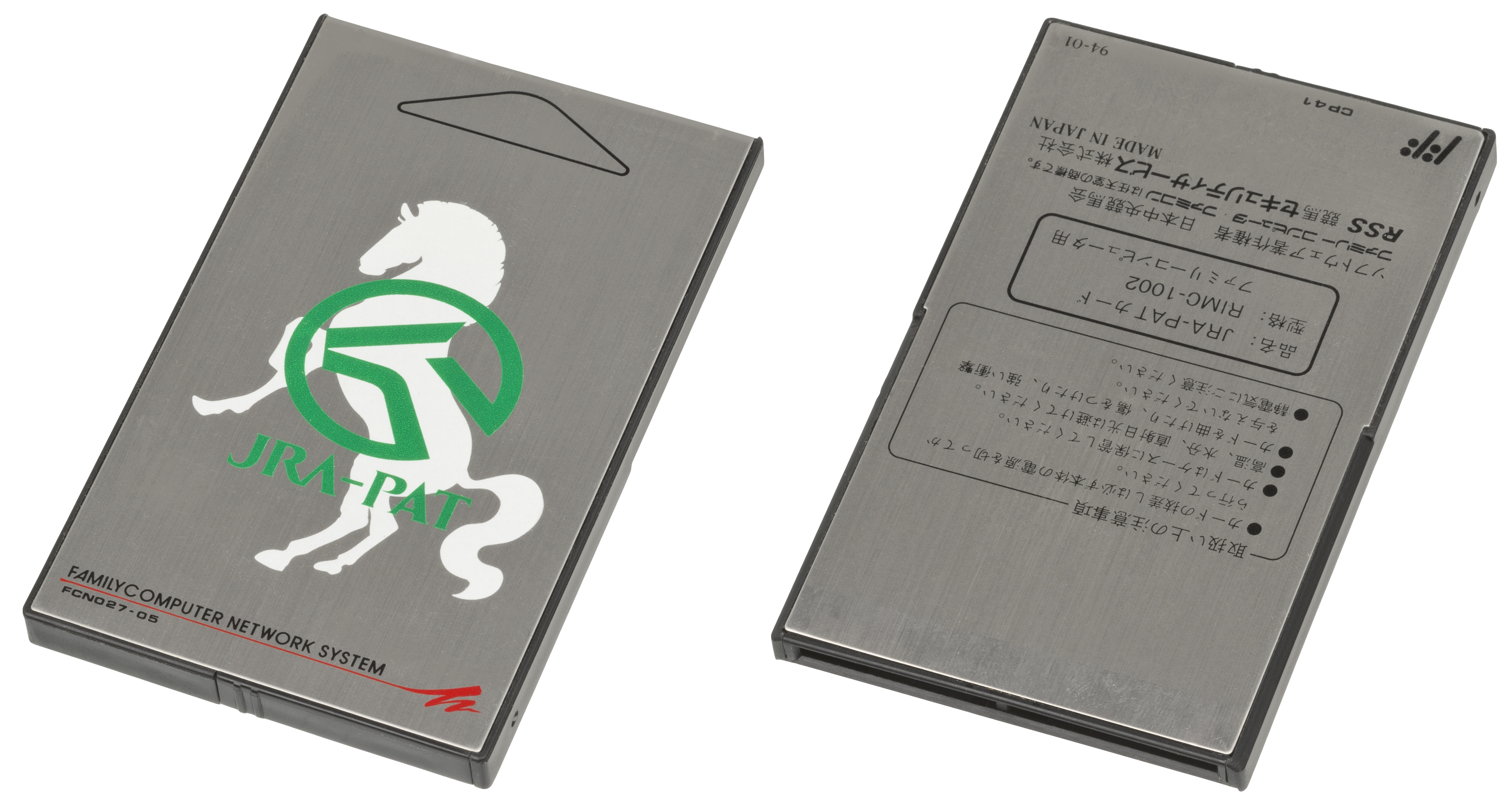
JRA-PAT カード

PAT方式が本格的に導入された当初は、PAT会員とARS会員を別々で募集していた。一時はJRAの「即PAT」や「JRAダイレクト」を除き、I-PAT・ARSの両方が利用できるようになっている。
かつては、以下のPAT方式対応機器・ソフトが発売され投票可能であったが、現在は発売・サービス共に終了となっている。なお投票が可能な端末であっても、既に機器自体の保守・修理受付は全て終了していたため、故障した場合には他方式への乗り換えが必要になった。また投票可能な機種でも、ソフトのバージョンによっては、中央競馬において開催9日目以降の情報が取得できないなど利用制限があった。
- ファミリーコンピュータ（JRA PAT）[6]・スーパーファミコン（JRA PAT、JRA PAT ワイド対応版）・ドリームキャスト（JRA PAT for Dreamcast）の専用ソフト - 2015年の廃止時まで対応した賭式の情報取得や投票が可能だった。
- ホームマスター - 文字放送の端末でNHKのテレモ日本と専用ソフトを利用。廃止。
- モバイルゲット - NTTドコモから発売されていた、電話投票機能付きの携帯電話・PHS端末。実はドコモ初のWireless Application Protocol（WAP）対応機種でもある[7]。廃止。
- テレアシスト - NTTが発売していた液晶ディスプレイ付き多機能電話機。
- モバイルメイト - NTTデータから発売されていた、液晶ディスプレイ付の端末。プッシュホン電話・ISDNに接続するか、外付けアダプタでムーバ網に接続して利用する。専用ソフトを装着することが必要。
- パソコン - Windows対応のソフトと電話回線を使用。
- CSデータ放送 - スカパー!の番組連動データ放送サービス（受信する場合はそれ専用の端末、またはそれ内蔵型のチューナーが必要）を受信して電話回線で投票する。

また競馬場やウインズの最寄の投票券発売所に遠い競馬ファンのためにコンビニエンスストアを利用したSAT方式というのも試験的に導入されたが、I-PAT方式で携帯電話からも投票できるようになったことからこれも廃止された。
希望者には端末（PAT方式）やインターネット（I-PAT方式）、ファクスなどを使って各種情報（競馬の場合は開催条件情報、オッズ、出馬情報=出走取り消しや騎手変更、馬体重情報、成績・払戻金情報など）を利用することも出来る。
購入金額は原則として全賭式100円単位。締切時間は基本的にARS方式・JRAダイレクトは当該レース発走2分前、I-PAT・PAT方式ではそれの1分前まで（2011年7月16日の開催から。それまでは2分前が締切だった）購入可能。ただし、JRAダイレクトの場合は最低購入金額が1000円以上100円単位となっている。
なお、中央競馬では重賞競走の前日発売の他に、I-PAT, PAT方式, JRAダイレクトでは、日曜日開催分の夜間発売（土曜日20時から）にも対応している。ただし、2009年までは1月から3月下旬頃までは、原則として積雪等による開催中止やコース変更を考慮して、前日・夜間発売は実施されなかったが、例外としてフェブラリーステークス（2月20日前後の日曜日に開催されるGI）とJRAが指定した日（2009年1月5日開催分など）のみ発売された。2010年以後は基本通年で前日・夜間発売を実施するようになったが、台風や積雪などが予想され、開催に支障をきたす場合には、前日・夜間発売をしない場合もある（詳しくはJRAの発表を参照）。
また2016年10月の凱旋門賞（仏G1）を皮切りに、日本の各競馬団体に所属する競走馬が日本国外の重賞競走に出走する場合、及び日本馬の出走の有無に関係なく世界的に知られる主要重賞競走について「海外馬券」として発売する競走があり、これも基本的に即PAT（全開催日）、A-PAT（中央競馬開催日のみ）に会員登録することで購入することができるようになった。ただし、オッズ・払戻金（枠連複、WIN5は発売なし）については独自プールでの発売となるため、JRA独自の集計とする。即PAT・A-PATであっても、JRAダイレクト、及びフィーチャーフォン用アプリでは購入することができない。なお、出走頭数があまりに多すぎる競走（グランドナショナルなど）は発売対象とならない。
なお2018年9月22日の東京競馬場を皮切りとして、キャッシュレス投票カードの｢JRA-UMACA｣が順次導入されることになり、これまでネット投票に限定していたWIN5は同9月23日から、海外馬券も同10月7日の凱旋門賞から、中央競馬開催日に限り競馬場やWINSで購入できるようになった。JRA-UMACAは電話・ネット投票会員でなくても会員登録可能。

## 中央競馬の電話投票システム

### A-PAT
従前の電話・インターネット投票専用口座を開設し、勝馬投票券発売日の前銀行窓口営業日までの残高の範囲で投票できるサービス。残高がなくなるとその節のレースの投票が一切できなくなる。電話・インターネット投票専用の口座は勝馬投票券発売日直前の21時より決済日（通常は毎週金曜日）にあたる勝馬投票券発売日直後の銀行窓口営業日 （通常は毎週月曜日）まで口座の入出金が取り扱いできないため、電話・インターネット投票用以外の普通預金口座が必要となる。なお、指定口座が三菱UFJ銀行・りそな銀行の場合は勝馬投票券発売前日（通常は平日・祝日・大型連休問わず毎週金曜日）の21時まで入出金が可能（ただし、指定口座がみずほ銀行・三菱UFJ銀行・三井住友銀行・りそな銀行の場合は勝馬投票券発売日直後の銀行窓口営業日（通常は月曜日）午前中までで口座のロックが解除され、正午以降は口座への入出金が可能となる。なお、第四北越銀行、東邦銀行、北洋銀行は、勝馬投票券発売日直後の銀行窓口営業日（通常は月曜日）の引き出しは終日不可だが、入金は可能となる）

### 即PAT
即PAT（ソクパット）は、前述のとおり2005年6月18日より開始されたサービスであり、2024年7月1日現在は以下の9行で対応している。
- 利用できる銀行
  - PayPay銀行（ジャパンネット銀行だった開始当初より対応）
  - 楽天銀行（2006年10月8日より対応）
  - 三井住友銀行（2008年1月5日より対応）
    - なお、インターネットバンキング（SMBCダイレクト）を契約している口座に限られる。

  - 三菱UFJ銀行（2008年10月25日より対応）
    - 三井住友銀行と違い、インターネットバンキング（三菱UFJダイレクト）が未契約でも利用可能。

  - 住信SBIネット銀行（2013年7月26日より対応）
  - ゆうちょ銀行（2016年1月15日より対応）
  - りそな銀行・埼玉りそな銀行（2017年7月28日より対応）
  - auじぶん銀行（2018年9月7日より対応）

### JRAダイレクト
JRAダイレクトは、2011年4月22日より開始されたサービスであり、2024年7月1日現在、以下のクレジットカード会社10社で対応している。
- 三井住友カード
- UCカード
- JCBカード
- 三菱UFJニコス（MUFGカード・DCカード・NICOSカード）
- 楽天カード
- ダイナースクラブカード
- セゾンカード
- セブンCSカード
- 出光カード
- ジャックスカード
  - なお、上記のカード会社10社ともに登録は本人会員カードでかつ会員本人名義の銀行口座振替（ゆうちょ銀行も含む）になっているカードに限られ、代金支払口座が証券口座または窓口払いのカード、家族会員、一部の提携カード、リボ専用カード、三菱UFJニコス、楽天カード、セゾンカード、出光クレジット、セブンCSカードサービスの各社から発行されているアメリカン・エキスプレスブランドのカード、NICOS国内専用カード、国内専用ジャックスカード、三菱UFJ銀行発行の「DCカード」、法人会員カード、JCBデビットカード、三井住友カード発行のセディナカードは登録できない。3D/Secureという本人認証サービスに登録することが必要。登録できるクレジットカードは、1人1枚となっており、複数枚のカードを決済登録することはできない。

JRAダイレクトは1日の購入回数は毎月1日から末日までの購入限度額の範囲内であれば、無制限であり、1回の購入につきシステム利用料が100円かかり、1ヶ月10万円（システム利用料含む）までの制限がある（なお、購入上限額よりショッピング枠の限度額が低い場合はその上限額まで）。登録は翌月1回払いのみでの支払いとなり、リボ払いや分割払い（リボルビング払いや分割払いへの後日変更も含む）など金利負担を伴う支払方法は利用できない（自動リボ払いに登録されているカードによる利用の場合は「1回払い」の扱いとなる）。

### 海外馬券
- 対象となる競走：競馬法（第3条の2第1項）の規定に基づき、農林水産大臣が指定する競走[11]。JRAは指定された競走について、農林水産大臣の認可を受けることで馬券発売を行うことができる。対象となる競馬の競走は必要に応じて改訂される。 同日に複数の重賞競走が開催される場合、指定される重賞競走は以下の通り。
  - メインレースのみの対象：プリンスオブウェールズステークス、凱旋門賞など
  - 一部レースのみ対象：ドバイミーティング、ブリーダーズカップ
    - ドバイミーティングはアルクォズスプリント以外のG1競走が対象
    - ブリーダーズカップはBCフィリー&メアターフ、BCマイル、BCターフ、BCクラシックの4競走が対象

  - 全レースが対象：香港チャンピオンズデー、香港国際競走
- 基本的に指定された競走に日本馬が出走予定の場合のみ、馬券発売される。なお、JRAとして対応できる出走頭数の上限は24頭であるが、指定された競走は全て出走頭数の上限は24頭であり、主催者側で出走頭数を増やして25頭以上となった例は存在しない。 また、JRAが馬券発売を決定した後であれば、実際に日本馬が指定された競走に出走しなくとも馬券は発売される。
  -     - 2018年のジャックルマロワ賞は馬券発売を決定した後に日本馬（ジェニアル）が外傷で回避したが、馬券発売された[12]。
    - 2021年のブリーダーズカップはラヴズオンリーユーがBCフィリー&メアターフとBCターフに登録したため、2競走の馬券発売を決定。その後、ラヴズオンリーユーはBCフィリー&メアターフに出走したが、出走しなかったBCターフも馬券発売された[13]。
- 発売時間：日本時間で午後に発走される競走はレース当日、翌日午前に発走される競走はレース前日のいずれも7時から当該レース発走予定2分前[14]。ただし、対象となる競走が日本時間の深夜〜翌日午前中に発馬される競走である場合、中央競馬開催日の17時30分 - 19時30分は発売を一時中断する場合がある。またアメリカ合衆国やオーストラリアなど一部の国・地域では、出走馬の出走取消・競走除外などにより、レース直前に補欠馬の繰り上がりなどが生じた場合、発売時刻の変更や、急遽発売を取りやめる場合がある。
- 発売馬券種類：日本中央競馬会で発売する券種に準じるが、枠番連勝複式（いわゆる枠連）とWIN5は発売しない。
- オッズの計算方法：独立プール方式により発売するため、オッズは日本中央競馬会が独自に集計したものになる。
- 対象となる会員：即PAT会員は対象となるすべての競走、I-PAT会員は中央競馬開催日に行われる競走を対象とする。インターネット投票に限定。プッシュホン回線を利用しての投票は不可。

## 地方競馬の電話投票システム

### サービスの種類
以下のシステムがあり、主催者により採用するシステムが異なる。現在、全主催者の全競走を発売しているのは楽天競馬とSPAT4のみ。なお、兵庫県競馬組合が使用していた独自の電話投票システム「テレジョッキー園田・姫路」は2005年より「D-net」に移行のために廃止された。また、岩手県競馬組合も独自の「R-CALL」（レーシングコール）を運営していたが、2009年1月12日を最後に廃止された。

#### オッズパーク（旧：D-net）
会員種別を問わず発売する競馬場・競走
ばんえい競馬（帯広競馬場）、岩手県競馬組合（盛岡競馬場・水沢競馬場）、金沢競馬場、笠松競馬場、名古屋競馬場、兵庫県競馬組合（園田競馬場・姫路競馬場）、高知競馬場、佐賀競馬場の全競走
「市中銀行会員」に限定して発売する競馬場
ホッカイドウ競馬（門別競馬場）、南関東公営競馬（大井競馬場・川崎競馬場・船橋競馬場・浦和競馬場）のダートグレード競走
地方競馬電話投票（南関東地区を除く）D-netを運営していた日本レーシングサービスから電話投票事業を譲り受け、新しい運営会社「オッズ・パーク株式会社」を設立。2006年4月1日よりそのサービス名称もオッズパーク（Odds Park）に変更した。
全競走を発売する主催者はオッズパークの新投票システムが使用可能。また、南関東公営競馬は一時ダートグレード競走開催日に、ホッカイドウ競馬は「市中銀行会員」と「PayPay銀行会員」に限り全レース発売をしていたが、現在は「市中銀行会員」に限りダートグレード競走のみの発売となっている。

#### SPAT4
発売する競馬場
1996年4月に南関東4競馬場の独自開発によりサービス開始。2006年8月よりホッカイドウ競馬が加盟、5主催者発売体制となった（ただし名称は「SPAT4」のまま）。
2017年3月までは南関東公営競馬・ホッカイドウ競馬の全競走と、ダートグレード競走（地方開催分のみ）を含む広域場間場外発売される競走のみであった。
2017年4月1日からはすべての地方競馬の競走が発売対象となる（トリプル馬単は従来通り南関東公営競馬及びホッカイドウ競馬のみ発売）。

#### 楽天競馬
発売する競馬場
日本国内の全地方競馬主催者の全競走
2006年3月31日、楽天と南関東公営競馬がインターネットを用いた勝馬投票業務に関して業務提携を締結。他の地方競馬主催者にも加盟を呼びかけ、これに対し4月19日にホッカイドウ競馬が加盟を表明し、さらに5月31日には残る全ての地方競馬主催者も加盟を表明した。投票サービスは2007年2月から開始されている。

#### IPAT
発売する競馬場
ばんえい競馬を除く、日本国内の全地方競馬主催者の一部の競走（原則重賞競走施行場+1日につきJRA開催日は最大3場、JRA非開催日は最大6場）
- この「重賞競走施行場」に該当する競走を「基幹競走」と呼ぶ。原則JRA非開催日はダートグレード競走か1着賞金1,000万円以上の重賞競走、JRA開催日は通常の「重賞」競走が対象となる。ただし2013年4月以降はJRA非開催日は1着賞金500万円以上に緩和される事がある他、「前年度実績に基づく『シリーズ競走』」も対象になる事がある。

当初は2012年10月2日（門別・大井・金沢）から、原則火・水・木・土・日にJRAのインターネット投票システムでも地方競馬の勝馬投票券が購入可能になったとされたが、同9月30日の阪神競馬場開催が中止となり、翌10月1日に代替開催が行われることから、口座処理の関係で10月3日（門別・大井・名古屋・園田）からの発売に順延された。
ただしJRAダイレクト会員は全面的に、また当面火・水・木と、12月29日（JRA非開催日）の競走についてはA-PAT会員は購入できない。また月・金曜日は即PAT・A-PATとも指定された日（基本的にはJRA開催日だが、月曜日が祝休日と重なる場合や、ジャパンブリーディングファームズカップ（JBC）開催日を除きJRAの開催準備、あるいは前週末の開催後処理などの関係で購入できない。ただし、中央競馬が自然災害などの理由で週末の開催が平日に延期となった場合、その代替・続行競馬が行われる場合に臨時に発売したり、その次の日の発売が取りやめられたりする場合がある。具体的な事例としては以下のような例がある。
- 2013年1月21日の中山競馬第5日続行競馬。この日は本来は発売がないことになっていたが、大井・笠松の全競走と高知の第1 - 7競走について発売することになった[21]。
- 2013年9月17日は、本来であれば特定月曜（9月16日=敬老の日）の翌日なのでこの日は本来発売がないことになっていたが、16日の中山・阪神それぞれ第5日が台風による競馬開催への支障をきたす恐れから開催が取りやめとなったため、17日に代替開催されることになったのを受けて、急きょ門別・大井・名古屋の3競馬場の馬券を発売することになった。火曜日の開催だが特定の月曜日に準じる扱いとなり、門別と大井はそれぞれ前半6・7競走のみの発売となった。この振替で9月18日の発売は中止されている[22]。
- また同4月29日のように、一旦発売が決定しながら、JRA代替開催の発生により、上述の原則（JRA開催日は地方競馬は3競馬場のみ）に基づき、一部の競馬場の発売を取りやめる場合（この場合は、水沢・浦和・名古屋・高知・佐賀を購入することができるとしていたが、福島競馬の降雪による4月21日開催中止分の振り替えが発生したため、水沢・佐賀は中止となった。これに付随し、前日・4月28日開催は「特定週の日曜日」扱いとなったため、その日全レース発売を予定していた水沢・佐賀の発売競走がそれぞれ10・9競走に制限された）がある[23]。

JRAで発売されていない「枠単（枠番2連勝単式）」と、「重勝式」は発売しない。また台風・積雪などの自然災害、その他やむをえない事由でその日の開催が取りやめとなった場合の代替開催についても当面は発売しない。取扱い銀行や会員の種別によっては発売日であっても購入できない場合がある。
発売開始は通常は当日の午前10時から、ナイター開催の競馬場は正午から（ただし高知競馬場は10時から）、また前日発売は行われない。投票締切は発走時刻の4分前。また曜日ごとに「発売可能最終時刻」というものが設定されており、これを超えて締切時間が設定されている競走は購入できない（発売日、及び購入可能になる競馬場については 地方競馬全国協会公式サイトの特設ページ内発売予定カレンダー を参照のこと）。
月曜・木曜・日曜の「特定週」は、主にその日にダートグレード競走が施行される日（特に木曜日）、もしくは月曜日がハッピーマンデー制度を含む祝日や振り替え休日になることで、連休が発生する場合や、月曜日に中央競馬開催（代替含む）がなされる日に制定されることが多い。特に木曜・日曜は通常週と特定週とで締切の時間が異なる。また特定月曜日の発売が行われる場合は口座の開催後処理が（原則火曜日に）延期されるため、開催後処理日は購入不可になるほか、月曜日にJRAの競馬開催がある場合は、翌日の開催準備の都合上、日曜日の発売可能最終締め切り時刻が繰り上がる。また通常の火 - 木曜日であっても上記の条件に合うレースが開催されない場合、即PAT投票が利用できない日がある。
さらにゴールデンウィーク、年末年始、およびシルバーウィーク（数年に1回、敬老の日と秋分の日の谷間の平日に国民の休日が生じる場合）など、まとまった休みとなる場合には火-木曜であっても特定月曜に準じた扱いとなるケースもある。
また、通常発売が行われない金曜日にも、中央競馬の開催が実施される場合には「特定週」扱いで発売するケースもある（事例・2014年1月3日、同3月21日、2016年12月23日、2017年11月3日、2019年12月27日、2020年1月3日、同3月21日）。この場合は木曜日が発売休止日となる。
| 曜日                     | 月     | 月     | 火    | 水    | 木     | 木     | 金     | 金        | 土    | 日     | 日     |
| 最終締め切り             | 通常週 | 特定週 | 火    | 水    | 通常週 | 特定週 | 通常週 | 特定週    | 土    | 通常週 | 特定週 |
| ------------------------ | ------ | ------ | ----- | ----- | ------ | ------ | ------ | --------- | ----- | ------ | ------ |
| 最終締め切り             | ※      | 18:11  | 20:46 | 20:46 | 17:11  | 20:36  | ※      | 17:11     | 17:11 | 18:11  | 17:11  |
| 最大発売可能地方競馬場数 | 0      | 3or6   | 6     | 6     | 6      | 6      | 0      | 3or6      | 3     | 3      | 3      |
| 利用できる電投種類       | ※      | 即・A  | 即    | 即    | 即     | 即     | ※      | 即（・A） | 即・A | 即・A  | 即・A  |

凡例
※…購入不可
即…即PAT購入可（全曜日対応）
A…A-PAT購入可（原則土曜・日曜・特定の月曜のみ対応。特定金曜日にJRA開催日がある場合、およびジャパンブリーディングファームズカップ開催日はその日も利用可能）
その他
1. ↑  原則として月曜日が祝日、あるいはJRA開催が実施される場合には発売休止（ただしゴールデンウィーク・シルバーウィークでまとまった祝日の連休が発生した場合は除く）
2. ↑  金曜日にJRA開催が実施される場合には発売休止
3. ↑  ここでいう最終締め切りの時間は、発売対象の最終競走発走4分前のことを指す（17:11は17:15に発走する競走の締め切り時間で、これ以後の競走は薄暮・ナイターを問わず購入不可）
4. 1 2  JRAの競馬開催日（代替含む）は最大3か所、非開催日は最大6か所

### IT関連企業の参入と業界再編の動き
2005年の競馬法改正により、民間業者への馬券販売委託が可能になったことを受けて、ライブドアとソフトバンクが地方競馬の馬券のネット販売に参入することを表明した。しかし、ライブドアは2006年1月以降の証券取引法違反容疑と乱脈経営の発覚により、計画も立ち消えになった。その後、楽天が新たに電話投票システムを立ち上げ、ソフトバンクは日本レーシングサービスからD-netの事業譲渡を受ける形で業界へ参入した。

## 競艇の電話投票システム
競艇では、競輪など他の公営競技とは異なり民間サイトの参入は認めておらず、唯一テレボートのみで電話・インターネット投票が可能となっている。

### テレボート（TELEBOAT）
テレボートは、全国の競艇施行者の委託を請けてインターネット投票を運営している組織、もしくは、その投票システムを指す。2024年12月24日をもって、銀行口座を利用した有担保・無担保の電話投票については廃止された。ボートレースでは現在、インターネット投票のみを取り扱っている。

## 競輪の電話投票システム
1985年に京王閣競輪場において、オペレータとの対話によるCRT方式で開始。1986年11月には立川競輪場・静岡競輪場でプッシュホン電話機による操作で投票するARS方式を導入し、その後順次各競輪場がARS方式を実施。当初は、加入者と競輪場との契約によるものであったため電話投票で車券を購入できる競輪場は契約した競輪場のみであったが、1992年に車両情報センター（現：JKA競輪情報システム事業本部）が開発した電話投票システムにより全国の競輪場の車券を購入することが可能となった。
1989年にはファミリーコンピュータを利用した投票システム「ピスト」が導入され、開催案内・出走表・払戻金・投票結果等の情報取得が可能となった。
2002年からは携帯電話やパソコンを使ってインターネットに接続して投票するインターネット投票を開始。
なお、千葉競輪場跡地に建てられたTIPSTAR DOME CHIBAにて行われている250競走「PIST6」については、以下にある民間のインターネット投票サイトである「TIPSTAR」、及びPIST6の投票に特化された「PIST6公式投票サービス」でのみ取り扱いをしているため、電話投票では購入できない（そのためTIPSTAR DOME CHIBAには電話投票コードが設定されていない）。

### JKA競輪情報システム事業本部
財団法人JKAは、競輪の情報システムを一元的に管理しており、電話投票システムの運営管理も行っている。全国の競輪施行者の委託を請けて電話・インターネット投票の事務に当たっているのは競輪公式投票CTC（旧サイクルテレホンセンター）である。
競輪公式サイトKEIRIN.JPからログインしてCTCで投票するとポイントが付与され、一定期間における累計ポイントにより景品との交換が可能となっている。

### 民間事業者によるインターネット投票
競輪では競輪場・JKAの直営システムである「競輪公式投票CTC」（以下、CTC）以外に、民間企業が運営するインターネット投票サイトからの投票も可能となっている。この仕組みに該当する事業者は以下の通り。ただし、これら民間サイトを利用する場合、CTCよりも投票締め切り時刻が早い点に注意が必要である（CTCでは発走時刻3分前が投票締め切り時刻であるのに対し、民間サイトでは発走時刻5分前が投票締め切り時刻となっている）。ただ、民間サイトの場合は、一定期間（基本的に月単位）における入金額や投票金額に応じたポイントが付与される（投票にも使用可能）ほか、Vポイントなどの提携ポイントプログラムが加算されたり、その提携ポイントを口座に移行して投票に充当したりできるなどCTCにはないサービスを行っている。
現在は現行競輪全42場車券を全てのサービスで購入可能である。WinTicketのみ当初は一部競輪場の車券を購入出来なかったが、2020年4月より当時オープンしていなかったTIPSTAR DOME CHIBAを除く全場に対応している。サービスによってはオートレースの購入にも対応している。
下記の表の重勝式欄のDはDokanto！、Cはチャリロト、KはKドリームス、OはオッズパークLOTOを表す。
| 一次請け        | サービス名称        | 運営会社                                       | 重勝式 | オートレース購入 | 備考                                                                           |
| --------------- | ------------------- | ---------------------------------------------- | ------ | ---------------- | ------------------------------------------------------------------------------ |
| 競輪公式投票CTC | 競輪公式投票CTC     | 全国競輪施行者協議会                           | D      | ×                | Keirin.jpサイトと連携しているため、通称「JP」。 CTCのみ発走3分前まで購入可能。 |
| チャリロト      | チャリロト          | チャリ・ロト（MIXIグループ）                   | D・C   | ○                |                                                                                |
| チャリロト      | TIPSTAR             | MIXI                                           | ×      | ○                | PIST6の車券も購入可能                                                          |
| チャリロト      | みんなの競輪        | JPF                                            | D・C   | ×                |                                                                                |
| チャリロト      | DMM競輪             | DMM.com                                        | D・C   | ×                |                                                                                |
| チャリロト      | LotoPlace           | 日本ベンダーネット                             | D・C   | ○                |                                                                                |
| チャリロト      | AOKEIスタジアム     | スポーツニュース社（青競）                     | D・C   | ○                |                                                                                |
| [ † 1 ]         | eSHINBUN BET        | ビジネス・インフォメーション・テクノロジー     | D・C   | ×                |                                                                                |
| 楽天Kドリームス | 楽天Kドリームス     | 重勝式勝者投票用電子決済投票システム運営協議会 | D・K   | ×                |                                                                                |
| Kドリ           | Gamboo              | 日本トーター                                   | D・K   | ○                |                                                                                |
| Kドリ           | エンジョイ（￥JOY） | 日刊プロスポーツ新聞社（赤競）                 | D・K   | ×                |                                                                                |
| オッズパーク    | オッズパーク        | オッズパーク（ソフトバンクグループ）           | D・O   | ○                | 地方競馬の馬券も購入可能                                                       |
| WINTICKET       | WINTICKET           | WinTicket（サイバーエージェントグループ）      | D      | ○                |                                                                                |

1. ↑  eSHINBUN BETの会員規約には一次請け会社についての記載がない。
2. ↑  チャリロトはランダム式のみ発売。
3. ↑  Kドリームス車券発売場の主催者と（株）ケイドリームス で組織。（株）ケイドリームスは楽天グループ。

## オートレースの電話投票システム

### オートレーステレホンセンター
オートレーステレホンセンターは、全国のオートレース施行者の委託を請けて電話・インターネット投票を運営している。

### 民間事業者によるインターネット投票
- オッズパーク
- チャリロト
- 当たるんです（重勝式のみ）
- Gamboo（日本トーター）
- WinTicket

## 各競技の電話投票会場識別コード
- 同一の競馬場でも、中央競馬と地方競馬では番号が異なる（ただし2009年度までの札幌競馬場を最後に、同一競馬場での中央競馬と地方競馬の併催は行われていない）。
- 地方競馬のコードはオッズパーク・SPAT4とも共通。これは先発のSPAT4に後発のオッズパーク（旧：D-net）が合わせたもの。
- 地方競馬・競輪では、2桁数字のうち「10の位」が所属地域を表す。一部で番号が連続しない地域があるが、これは廃止・休止になった会場があるため。
- ボートレースはプッシュホン投票を2024年12月をもって終了しているため、現状利用する機会はない。ただし、場内向けオッズ画面などでは引き続き表示されている。

競馬場（中央競馬）
- 01# 札幌競馬場
- 02# 函館競馬場
- 03# 福島競馬場
- 04# 新潟競馬場
- 05# 東京競馬場
- 06# 中山競馬場
- 07# 中京競馬場
- 08# 京都競馬場
- 09# 阪神競馬場
- 10# 小倉競馬場

競馬場（地方競馬）
- 北海道（00番台）
  - 03# 帯広競馬場
  - 06# 門別競馬場
- 東北（10番台）
  - 11# 盛岡競馬場
  - 12# 水沢競馬場
- 北関東（20番台）
  - （2005年3月で全廃）
- 南関東（30番台）
  - 31# 浦和競馬場
  - 32# 船橋競馬場
  - 33# 大井競馬場
  - 34# 川崎競馬場
- 東海・北陸（40番台）
  - 41# 金沢競馬場
  - 42# 笠松競馬場
  - 43# 名古屋競馬場
- 近畿・中国・四国（50番台） ※中国地方は2013年3月で全廃
  - 51# 園田競馬場
  - 52# 姫路競馬場
  - 55# 高知競馬場
- 九州（60番台）
  - 61# 佐賀競馬場
- 廃止・休止
  - 01# 北見競馬場
  - 02# 岩見沢競馬場
  - 04# 札幌競馬場
  - 05# 旭川競馬場
  - 13# 上山競馬場
  - 14# 新潟競馬場
  - 15# 三条競馬場
  - 21# 足利競馬場
  - 22# 宇都宮競馬場
  - 23# 高崎競馬場
  - 44# 中京競馬場
  - 53# 益田競馬場
  - 54# 福山競馬場
  - 62# 中津競馬場
  - 63# 荒尾競馬場

ボートレース場※プッシュホン投票廃止時点のもの
- 01# 桐生競艇場
- 02# 戸田競艇場
- 03# 江戸川競艇場
- 04# 平和島競艇場
- 05# 多摩川競艇場
- 06# 浜名湖競艇場
- 07# 蒲郡競艇場
- 08# 常滑競艇場
- 09# 津競艇場
- 10# 三国競艇場
- 11# びわこ競艇場
- 12# 住之江競艇場
- 13# 尼崎競艇場
- 14# 鳴門競艇場
- 15# 丸亀競艇場
- 16# 児島競艇場
- 17# 宮島競艇場
- 18# 徳山競艇場
- 19# 下関競艇場
- 20# 若松競艇場
- 21# 芦屋競艇場
- 22# 福岡競艇場
- 23# 唐津競艇場
- 24# 大村競艇場

競輪場
- 北日本（10番台）
  - 11# 函館競輪場
  - 12# 青森競輪場
  - 13# いわき平競輪場
- 関東（20番台）
  - 21# 弥彦競輪場
  - 22# 前橋競輪場
  - 23# 取手競輪場
  - 24# 宇都宮競輪場
  - 25# 大宮競輪場
  - 26# 西武園競輪場
  - 27# 京王閣競輪場
  - 28# 立川競輪場
- 南関東（30番台）
  - 31# 松戸競輪場
  - 32# 千葉競輪場
  - 34# 川崎競輪場
  - 35# 平塚競輪場
  - 36# 小田原競輪場
  - 37# 伊東温泉競輪場
  - 38# 静岡競輪場
- 中部（40番台）
  - 42# 名古屋競輪場
  - 43# 岐阜競輪場
  - 44# 大垣競輪場
  - 45# 豊橋競輪場
  - 46# 富山競輪場
  - 47# 松阪競輪場
  - 48# 四日市競輪場
- 近畿（50番台）
  - 51# 福井競輪場
  - 53# 奈良競輪場
  - 54# 京都向日町競輪場
  - 55# 和歌山競輪場
  - 56# 岸和田競輪場
- 中国（60番台）
  - 61# 玉野競輪場
  - 62# 広島競輪場
  - 63# 防府競輪場
- 四国（70番台）
  - 71# 高松競輪場
  - 73# 小松島競輪場
  - 74# 高知競輪場
  - 75# 松山競輪場
- 九州（80番台）
  - 81# 小倉競輪場
  - 83# 久留米競輪場
  - 84# 武雄競輪場
  - 85# 佐世保競輪場
  - 86# 別府競輪場
  - 87# 熊本競輪場
- 廃止・休止
  - 14# 会津競輪場
  - 29# 後楽園競輪場
  - 33# 花月園競輪場
  - 41# 一宮競輪場
  - 52# 大津びわこ競輪場
  - 57# 大阪住之江競輪場
  - 58# 甲子園競輪場
  - 59# 西宮競輪場
  - 72# 観音寺競輪場
  - 82# 門司競輪場

オートレース場
- 02# 川口オートレース場
- 03# 伊勢崎オートレース場
- 04# 浜松オートレース場
- 05# 飯塚オートレース場
- 06# 山陽オートレース場
- 廃止・休止
  - 01# 船橋オートレース場